# جنگ جاوه
جنگ جاوه یا جنگ دیپونگورو جنگی بود که در سال‌های ۱۸۲۵ تا ۱۸۳۰ میلادی در جاوهٔ مرکزی بین نیروهای استعماری امپراتوری هلند و بومیان شورشی جاوه روی داد. این جنگ با شورشی به رهبری شاهزاده دیپونگورو که از اشراف جاوه محسوب می‌شد و در گذشته با هلندی‌ها همکاری می‌کرد، آغاز شد.
نیروهای شورشی به محاصره یوگیاکارتا پرداختند که مانع از پیروزی سریع آن‌ها شد. این کار به هلندی‌ها اجازه داد تا نیروهای جدیدی را جمع‌آوری و منتقل کنند. شورشیان تاکتیک‌های چریکی را علیه نیروهای هلندی اتخاذ کرده و برای چندین سال به کار بستند.
هنگامی که دیپونگورو به یک کنفرانس صلح دعوت شد، به او خیانت گردید که منجر به دستگیری‌اش شد. جنگ با پیروزی هلندی‌ها پایان یافت. مقامات هلندی، در پی جبران هزینه جنگ، اصلاحات عمده ای را در سراسر هند شرقی هلند انجام دادند تا سودآوری این مستعمرات را تضمین کنند.